# جبريل كاراسكو
جبريل كاراسكو (بالإسبانية: Gabriel Carrasco)‏ هو رياضي ولاعب كرة قدم أرجنتيني، ولد في 7 مارس 1997 في بانفيلد، بوينس آيرس في الأرجنتين. لعب مع نادي لانوس.

## وصلات خارجية
- جبريل كاراسكو على موقع قاعدة بيانات كرة القدم.إي يو (الإنجليزية)
- جبريل كاراسكو على موقع Soccerway.com (الإنجليزية)